# KrisFlyer國際短途錦標
KrisFlyer國際短途錦標（KrisFlyer International Sprint）是以前在新加坡克蘭芝馬場舉行的賽馬比賽，通常安排在5月中旬星期日晚上舉行。總獎金高達100萬新加坡元，路程是草地1200米，為國際一級賽，可供三歲及以上馬匹參與。此賽事被安排與新加坡航空國際盃在同一天進行。第一屆在2001年舉行。此賽事由新加坡航空贊助，KrisFlyer是新加坡航空一個飛行哩數獎勵計劃，初時曾名為新加坡航空KrisFlyer短途錦標。自2008年復辦以來，正式名為KrisFlyer國際短途錦標，已停辦。

## 
負磅以分齡讓磅進行，是一場平磅賽事。四歲及以上馬匹負57公斤（約126磅），三歲南半球馬負55.5公斤（約122.5磅），三歲北半球馬負53公斤（約117磅），雌馬可讓1.5公斤。

## 馬匹評選
非新加坡馬匹會根據近績作邀請，特別是分級賽，外地馬匹的大部份費用由新加坡賽馬公會負擔。至於本地馬匹根據主要賽事而決定，特別是新加坡短途系列賽魚尾獅錦標（膠沙地1200米）、克蘭芝錦標（草地1200米）以及是獅城盃（草地1200米），在這些賽事表現出色的馬匹通常會獲得此賽事的參賽資格。

## 歷史
2001年首次舉行，為新加坡一級賽，由法國訓練的三歲馬鐵面王子取勝。2002年獲承認為國際三級賽，該屆由澳洲三歲馬北方小子取得勝利。2003年因為SARS爆發而被迫暫停。2004至2007年賽事停辦。2008年復辦，由於未獲應可，再次為新加坡一級賽，世界著名短途馬兼併目標在該賽事中打破紀錄時間。2009年世界短途冠軍蓮華生輝最後趕過火箭人以1:07.8佳績取勝，打破火箭人較早前在獅城盃造出的1分08秒7的時間。2009年10月3日在巴黎舉行的賽馬會議中，通過2010年KrisFlyer國際短途錦標為國際一級賽，2010年香港代表綠色駿威擊敗新加坡最佳短途馬火箭人奪標，為香港衛冕此賽，而火箭人則連續兩年飲恨奪亞。火箭人終於在2011年奪得冠軍。2013年香港代表天久在最後300米的時候，跑在其前面的玉山突然發生墮馬意外，令天久由第三變為第一，在最後50米的時候，以3馬位輕鬆姿態奪得此項賽事冠軍。

## 停辦
2015年9月28日,新加坡賽馬公會宣佈停辦這項賽事。

## 歷屆勝出馬匹
| 年份   | 勝出馬匹 | 馬齡 | 騎師   | 練馬師 | 馬主                             | 時間    |
| 2001年 | 鐵面王子 | 3    | 杜利萊 | 夏德   | Wertheimer et Frere              | 1:09.8  |
| 2002年 | 北方小子 | 3    | 查汝誠 | 麥伊維 | P. B. Devitt et al.              | 1:09.0  |
| 2008年 | 兼併目標 | 8    | 福達   | 張奕   | 張奕及Ben Janiak                 | 1:08.82 |
| 2009年 | 蓮華生輝 | 5    | 柏寶   | 姚本輝 | 冼鏡昱                           | 1:07.8  |
| 2010年 | 綠色駿威 | 6    | 普萊西 | 方嘉柏 | 李嘉俊                           | 1:09.62 |
| 2011年 | 火箭人   | 5    | 高雅志 | 紹爾   | Alfredo Leonardo Arnaldo Crabbia | 1:09.14 |
| 2012年 | 阿托     | 5    | 沃斯特 | 紹爾   | Newbury Racing Stable            | 1:10.57 |
| 2013年 | 天久     | 6    | 柏寶   | 方嘉柏 | 張福滔醫生與張李明沁             | 1:08.71 |
| 2014年 | 天久     | 7    | 柏寶   | 方嘉柏 | 張福滔醫生與張李明沁             | 1:08.15 |
| 2015年 | 友瑩格   | 6    | 潘頓   | 蘇保羅 | 楊毅                             | 1:09.05 |